# Cantone di Orange
Il Cantone di Orange è una divisione amministrativa dell'Arrondissement di Avignone.
È stato istituito a seguito della riforma dei cantoni del 2014, che è entrata in vigore con le elezioni dipartimentali del 2015.

## Composizione
Comprende i comuni di:
- Caderousse
- Orange
- Piolenc